# Elyptron subleucosticta
Elyptron subleucosticta là một loài bướm đêm trong họ Noctuidae.